# Revue des Deux Mondes

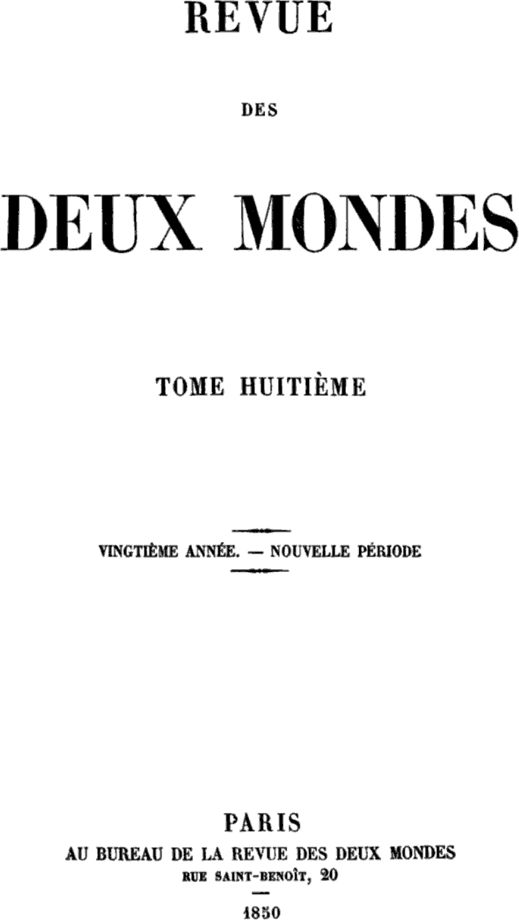
Frontespizio di un numero de la Revue des Deux Mondes del 1850

La Revue des Deux Mondes è una rivista bimestrale francese, fondata da François Buloz il 1º agosto 1829, con l'obiettivo di fornire alla Francia una tribuna delle idee che permettesse in confronto con gli altri paesi d'Europa e col continente americano. È la più antica rivista europea fra quelle ancora in attività.

## Storia
Redattore capo dal 1831 e poi proprietario, Buloz diede un indirizzo umanistico alla rivista, valendosi della collaborazione di letterati quali Alexandre Dumas, Alfred de Vigny, Honoré de Balzac, Charles Didier, Charles Augustin Sainte-Beuve, Charles Baudelaire, Victor Hugo, ecc. Ma ben presto la politica, l'economia e le arti figurative assunsero una maggiore importanza. Accresciuta in autorevolezza, nella seconda metà del XIX secolo la rivista ebbe una linea di liberalismo moderato opponendosi a Napoleone III. Nel periodo del Secondo impero vi collaborarono fra gli altri Ernest Renan e Charles Marie René Leconte de Lisle, Elme Marie Caro mentre Charles Baudelaire nel 1855 vi fece apparire una selezione de I fiori del male.
Dopo la morte nel di Buloz (1877), il quale aveva sostenuto Thiers, la rivista fu diretta fra gli altri da Charles Buloz, figlio di François, e successivamente da Ferdinand Brunetière (che la spostò su posizioni cattoliche), Francis Charmes, René Doumic, André Chaumeix, tutti membri dell'Académie française, e Claude-Joseph Gignoux.

## Direttori
- François Buloz, 1831-1877
- Charles Buloz, 1877-1893
- Ferdinand Brunetière, 1893-1906
- Francis Charmes,1907-1915
- René Doumic, 1916-1937
- André Chaumeix, 1937-1955
- Claude-Joseph Gignoux, 1955-1966
- Attualmente: Marc Ladreit de Lacharrière